# Forza Horizon 4
 (mai 2025).
 (mai 2025).
Forza Horizon 4 est un jeu vidéo de course automobile et d'aventure. Une grande partie du jeu est un monde ouvert dont la carte est inspirée de la Grande-Bretagne et plus particulièrement de la ville d'Édimbourg. Développé par Playground Games pour les plates-formes Xbox One, Xbox Series et Microsoft Windows, édité par Microsoft Studios, sorti le 2 octobre 2018. Une démo gratuite est disponible depuis le 12 septembre 2018. Le jeu est disponible sur le Xbox Game Pass jusqu'au 15 décembre 2024.

## Système de jeu

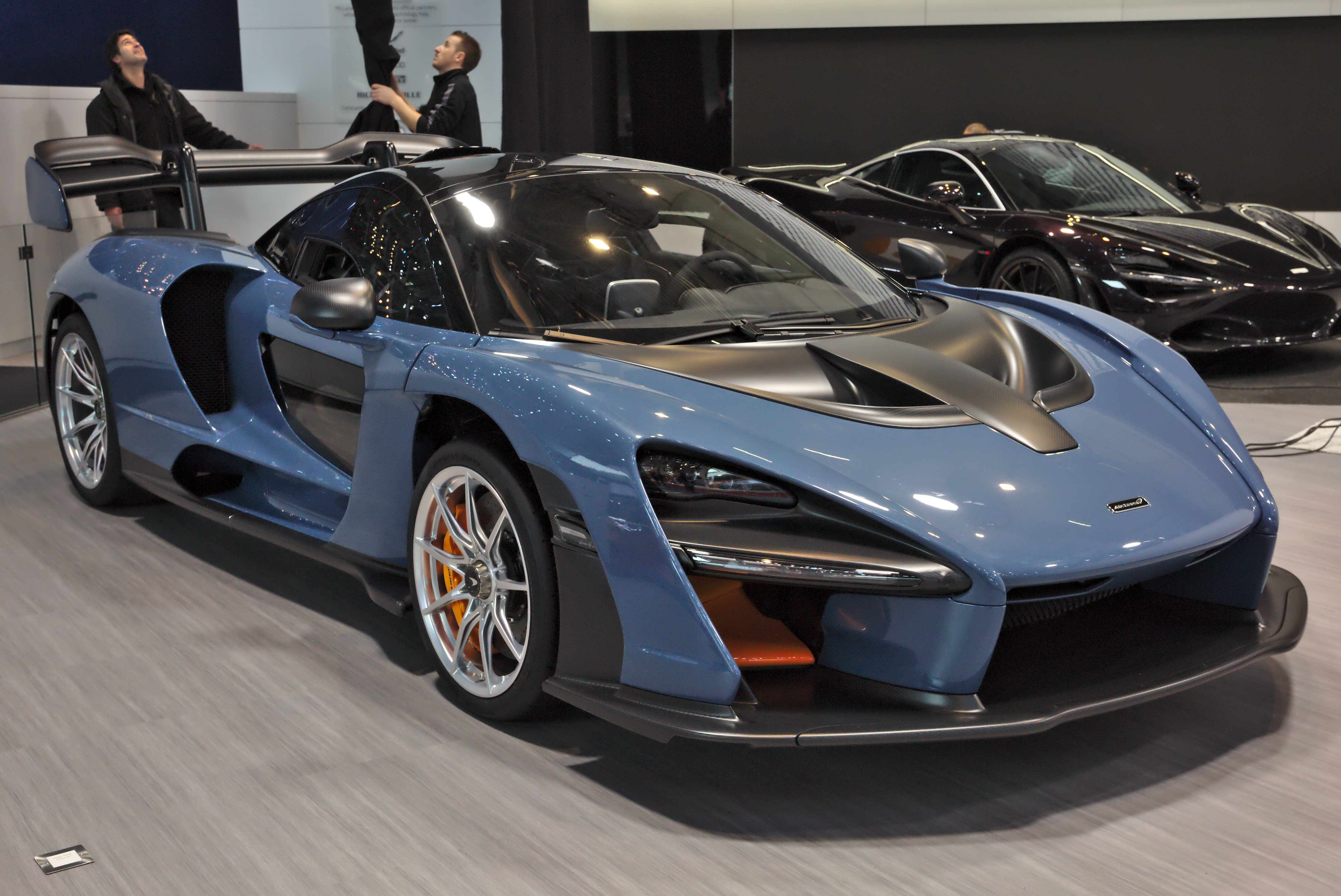
La McLaren Senna présente sur la jaquette du jeu.

Forza Horizon 4 est un jeu vidéo de simulation de course en monde ouvert. Quatrième épisode de la série Forza Horizon, le jeu se déroule dans une version fictionnelle de la Grande-Bretagnetout en prenant des lieux réels tels que Édimbourg .
Le jeu comprend un mode solo hors ligne, un mode coopératif et un mode multijoueur en ligne avec jusqu'à 75 joueurs via le Xbox Live. Le jeu étant infini (n'a pas de fin) possède des courses de tous types (rallye, course sur route, etc.) on peut aussi explorer la map et faire des face à face  avec des joueurs gagne des points de prouesse en driftant , excès de vitesse ... Le jeu possède aussi des entreprises ou vous pouvez faire des missions telles que conduire un taxi, livrer des pièces, tester des voitures. Une nouvelle mise a jour nommée Super 7, où on donne au joueur la possibilité de créer des maps de défis et aussi d'en compléter. Dans le jeu, il y a plus de sept maisons de joueurs que vous pouvez acheter. Une maison vous servira de garage pour personnaliser votre véhicule, tout comme au festival. 
Un nouveau mode issu de la mise à jour no 14 nommé Eliminator est un battle royal de 72 joueurs où le but du jeu est de faire des courses de face à face en voiture et d'arriver le premier à la destination imposée au début de la course. Il faut aussi compter sur la chance pour tomber sur des largages de voitures aléatoire de niveaux supérieurs ou inférieurs à votre voiture. Lorsque vous gagnez des face à face, vous pouvez choisir entre prendre une voiture d'un niveau supérieur au vôtre, ne rien prendre ou alors prendre la voiture de votre adversaire. Vous devez rouler dans une zone suivie par une tempête (qui rappelle le jeu Fortnite et autres battle royale connus). Il y a cinq zones et à la fin de la cinquième, les face à face sont désactivés et il faut aller à une destination finale qui est à quatre kilomètres des joueurs. Le premier à y arriver est alors celui qui a gagné la partie et devient l'Eliminator.

## Contenu téléchargeable
Pack de Voitures :
- Le meilleur de Bond (The Best of Bond Car) : accompagnant la sortie du jeu, ce contenu téléchargeable payant propose dix voitures apparaissant dans la saga cinématographique James Bond, certaines pouvant êtres équipés de « gadgets » inspiré des films de l'agent secret. En plus des voitures, le DLC propose aussi quelques tenues et six phrases « Quick Chat »[4].On notera que le jeu est composé d'autres contenus téléchargeables plus volumineux.

- Formula Drift : accompagnant la sortie du jeu, ce contenu téléchargeable payant propose sept voitures de drift[5].
- Pack de Bienvenue
- Haute Performance
- Hot Wheels Legends
- À Ciel Ouvert
- Héroïnes Japonaises
- Légendes
- Sportives Britanniques
- Tout-Terrain
- Barrett-Jackson
- Mitsubishi

Cartes :
- Fortune Island est un DLC permettant au joueur de rejoindre une île remplie de trésors et de mystères.
- La Vallée Lego est un DLC permettant de jouer dans une carte faite de Lego avec de nouvelles voitures construites en Lego.

## Accueil

### Critiques
Forza Horizon 4 est très bien reçu par la presse spécialisée, tel que le montre Metacritic et GameRankings qui recensent des scores globaux supérieurs à 90 %, quelle que soit la plate-forme (cf. tableau, à droite). En termes d'accueil critique, le jeu est dès lors celui le mieux reçu de sa génération parmi les autres opus édités par Microsoft Studios. Forza Horizon 4 reçoit le titre de meilleur jeu de course à l'E3 de 2018 et est élu jeu de la décennie. Le jeu devient très connu au fil des années. Il devient le meilleur de la série Forza.

### Ventes
Lors de sa première semaine de commercialisation, Forza Horizon 4 accumule 3 millions de joueurs, toutes plates-formes confondues. Un bon chiffre puisqu'il devient dès lors le meilleur lancement pour un jeu de la série Forza.